# Cerrado
Cerrado – ekoregion leżący w Ameryce Południowej na terenie Brazylii (głównie stanów Goiás i Minas Gerais) oraz Paragwaju. Pokryty sawanną. Centralną jego część stanowią płaskowyże. Występuje tu około 935 gatunków ptaków i 300 gatunków ssaków. Region ten pokrywa około 23% powierzchni Brazylii. Porasta go około 10 000 gatunków roślin, w tym 400 endemicznych.
W regionie Cerrado większą część stanowią trawiaste, zakrzewione sawanny z małą liczbą drzew oraz lasy. Całkowita powierzchnia wynosi ok. 2 031 990 km². Przeciętna temperatura wynosi 20–26 °C. Najzimniejszy okres przypada od maja do sierpnia. Gleby są ubogie. Zagrożenie dla regionu stanowi wypalanie drzew dla pozyskanie węgla, wypasanie bydła, które niszczy roślinność oraz tworzenie upraw soi. Przewiduje się, że Cerrado zostanie zdegradowane około 2030 roku.
W 1993 utworzono tu rezerwat biosfery.

## Fauna
Ze ssaków występują tu wilki grzywiaste (Chrysocyon brachyurus), mrówkojady wielkie (Myrmecophaga tridactyla) oraz koty pampasowe (Oncefelis colocolo). Z endemicznych gatunków ptaków wymienić można m.in. następujące:
- kusacz mały (Nothura minor)
- kusacz karłowaty (Taoniscus nanus)
- gołąbeczek rdzawy (Columbina cyanopis)
- żółtogłówka (Alipiopsitta xanthops)
- zalotnik hiacyntowy (Augastes scutatus)
- lelkowiec białoskrzydły (Eleothreptus candicans)
- dróżniczek kusy (Geositta poeciloptera)
- koszykarz szarobrzuchy (Asthenes luizae)
- obrożnik rdzawokarkowy ( Melanopareia torquata)
- pampasówka szarogłowa (Embernagra longicauda)
- czarnoczubek (Charitospiza eucosma) (z wyjątkiem pojedynczych odnotowań w Boliwii i Argentynie[6])
- modrowronka czołoczuba (Cyanocorax cristatellus)[7]

Na terenie Cerrado odnotowano 14 425 gatunków owadów należących do 3 rzędów (motyle, błonkoskrzydłe, termity), co stanowi 47% wszystkich brazylijskich gatunków owadów. Prócz tego występuje tu 780 gatunków ryb, 180 gatunków gadów i 113 gat. płazów. 14 gatunków ssaków jest endemicznych dla tego rejonu. Są to m.in. gryzoń Microakodontomys transitorius, Juscelinomys candango (według IUCN gatunek wymarły) oraz oba gatunki z rodzaju Thalpomys.

## Flora

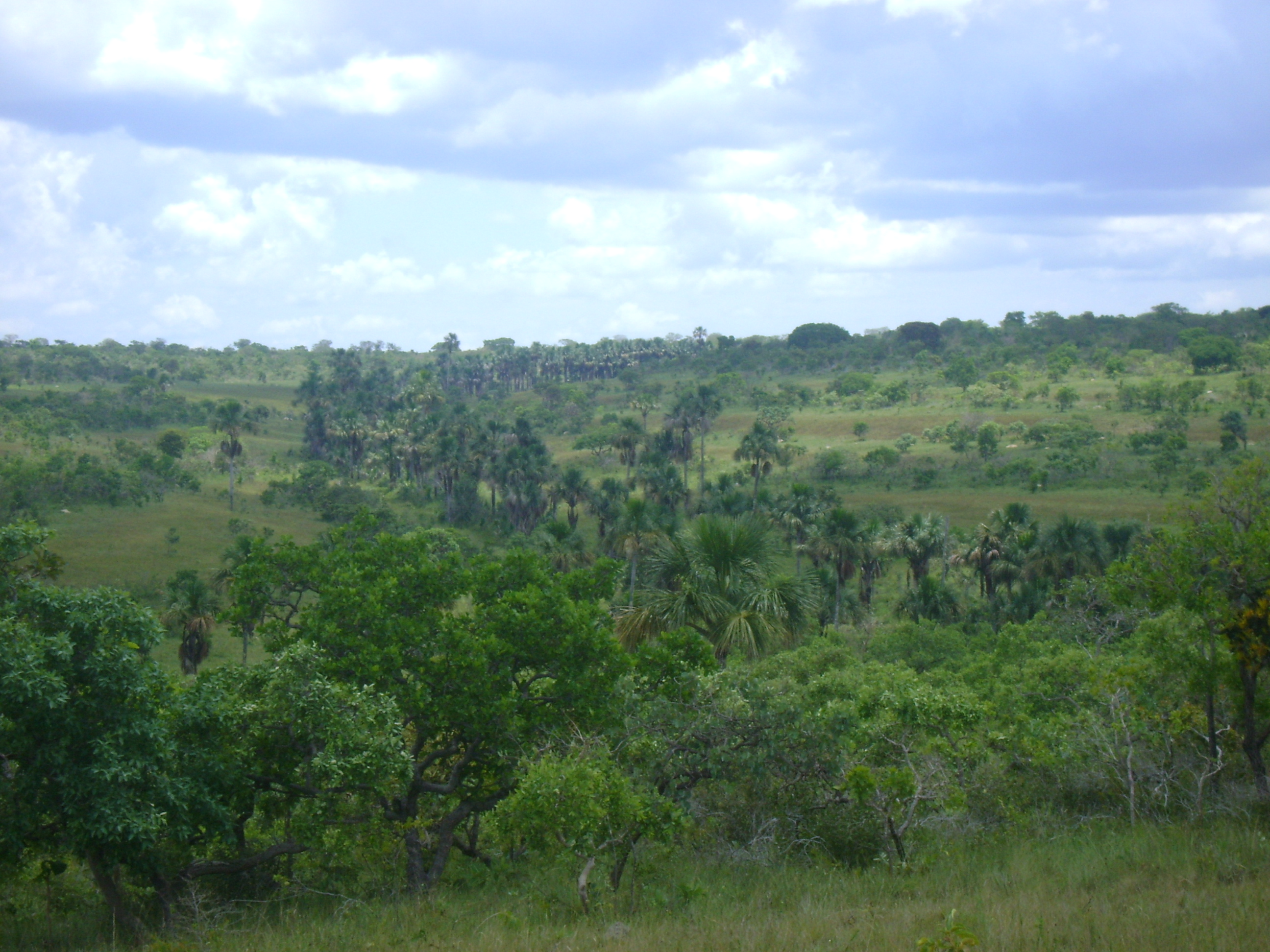

Do gatunków typowych dla tego rejonu należą Caryocar brasiliense (drzewipestowate), Qualea grandiflora (Vochysiaceae), Byrsonima coccolobifolia (malpigowate) oraz Tabebuia ochracea (bignoniowate). Prócz tego napotkać można rośliny z rodziny bobowatych: Anadenanthera i Enterolobium contortisiliquum i nanerczowatych (Myracrodruon urundeuva), ślazowatych (Sterculia striata), tabebuje, konopie Trema micrantha oraz Triplaris gardneriana (rdestowate).